# Мирный (Лабинский район)
Мирный — посёлок в Лабинском районе Краснодарского края.
Входит в состав Лучевого сельского поселения.

## Население
| 2002 | 2010 |
| ---- | ---- |
| 277  | ↘273 |

- ул. Гагарина,
- ул. Красная,
- ул. Мира,
- ул. Чапаева.